# Esqui alpino nos Jogos Olímpicos de Inverno de 1948
O esqui alpino nos Jogos Olímpicos de Inverno de 1948 consistiu de seis eventos, realizados entre 2 e 5 de fevereiro de 1948 em Saint Moritz.
Após essa edição, o evento combinado foi retirado do programa das Olimpíadas de Inverno e só retornaria em 1988. Em seu lugar permaneceram as provas individuais do downhill e slalom.

## Medalhistas
Masculino
| Evento             | Ouro                      | Prata                    | Bronze                                        |
| ------------------ | ------------------------- | ------------------------ | --------------------------------------------- |
| Downhill detalhes  | Henri Oreiller FRA França | Franz Gabl AUT Áustria   | Rolf Olinger SUI Suíça Karl Molitor SUI Suíça |
| Slalom detalhes    | Edy Reinalter SUI Suíça   | James Couttet FRA França | Henri Oreiller FRA França                     |
| Combinado detalhes | Henri Oreiller FRA França | Karl Molitor SUI Suíça   | James Couttet FRA França                      |

Feminino
| Evento             | Ouro                               | Prata                              | Bronze                      |
| ------------------ | ---------------------------------- | ---------------------------------- | --------------------------- |
| Downhill detalhes  | Hedy Schlunegger SUI Suíça         | Trude Beiser AUT Áustria           | Resi Hammerer AUT Áustria   |
| Slalom detalhes    | Gretchen Fraser USA Estados Unidos | Antoinette Meyer SUI Suíça         | Erika Mahringer AUT Áustria |
| Combinado detalhes | Trude Beiser AUT Áustria           | Gretchen Fraser USA Estados Unidos | Erika Mahringer AUT Áustria |

## Quadro de medalhas
| Ordem | País               | Medalha de ouro | Medalha de prata | Medalha de bronze |    |
| ----- | ------------------ | --------------- | ---------------- | ----------------- | -- |
| 1     | SUI Suíça          | 2               | 2                | 2                 | 6  |
| 2     | FRA França         | 2               | 1                | 2                 | 5  |
| 3     | AUT Áustria        | 1               | 2                | 3                 | 6  |
| 4     | USA Estados Unidos | 1               | 1                |                   | 2  |
| TOTAL | TOTAL              | 6               | 6                | 7                 | 19 |